# Valverde de la Vera (kommunhuvudort)
Valverde de la Vera är en kommunhuvudort i Spanien.   Den ligger i provinsen Provincia de Cáceres och regionen Extremadura, i den centrala delen av landet, 160 km väster om huvudstaden Madrid. Valverde de la Vera ligger 501 meter över havet och antalet invånare är 706.
Terrängen runt Valverde de la Vera är varierad, och sluttar söderut. Runt Valverde de la Vera är det ganska glesbefolkat, med 30 invånare per kvadratkilometer. Närmaste större samhälle är Talayuela, 17,9 km sydväst om Valverde de la Vera. Trakten runt Valverde de la Vera består till största delen av jordbruksmark.